# Klaus Schneck
Klaus Schneck (* 1. August 1958 in Knesebeck, Landkreis Gifhorn) ist ein deutscher Politiker (SPD). Von 2005 bis 2013 war er Mitglied des Niedersächsischen Landtags. 

## Leben
Nach dem Schulbesuch machte Schneck eine Ausbildung zum Schmelzschweißer und zum Schweißlehrer. Seit 1987 ist er Mitglied des Betriebsrates von Volkswagen in Wolfsburg und seit 2002 Mitglied des Gesamtbetriebsrats der Volkswagen AG. Zwischen 1987 und 1994 nahm er am Weiterbildungsstudium „Personalentwicklung im Betrieb“ an der TU Braunschweig teil.
Seit 1982 ist Schneck Mitglied der SPD. 2002 wurde er Vorsitzender der Arbeitsgemeinschaft für Arbeit im Unterbezirk Gifhorn. Im Jahre 2005 zog er als Ersatz für den ausgeschiedenen Uwe Bartels in den Niedersächsischen Landtag ein. Bei der Landtagswahl 2008 zog er über die Landesliste in den Landtag ein. Bei der Wahl 2013 gelangte er nur auf die Nachrückerliste.
Klaus Schneck kehrte daraufhin zu VW zurück. Als er 2014 für Claus Peter Poppe in den Landtag hätte nachrücken können, verzichtete er auf diese Möglichkeit.
Schneck ist Mitglied der IG Metall, der Diakonie Wolfsburg und des Sozialverbands Deutschland. Er war Kreisvorsitzender des Deutschen Gewerkschaftsbundes und Mitglied des Verwaltungsrates der Deutschen BKK. 
Er ist verheiratet und hat drei Kinder.